# 상 (성씨)
상(尙)씨는 중국과 한국의 성씨이다.

## 중국
상(尙)은 제나라를 봉지로 받은 여성 강씨 강태공의 후손이 제나라와 인접한 송나라 상(尙)이라는 지역에 살면서 창성한 성이다. 후기 제나라는 전씨 공족이 주도하였으나, 주요 귀족에는 강태공이 후손 공족도 유지되었다. 제나라는 송나라를 멸망시키고 그 지역을 영토로 가졌다. 이 후 제나라 강성 공족들은 송나라에 들어가 지역 명을 따라 상(尙)씨로 창성하였다.

## 한국
상씨(尙氏)는 본래 중국(中國) 상당(上黨 : 산서성 기령도 노성현)에서 계출(系出)된 성씨(姓氏)로 당나라 덕[종(]]  병마사(兵馬使)를 지낸 상가고(尙可孤)의 후예(後裔)로 전한다. 
《삼국사기(三國史記)》에 의하면 고구려 서천왕(西川王) 때의 국상(國相) 음우(陰友)의 아들 상루(尙婁)가 271년(서천왕 2) 국상에 임명되어, 294년(봉상왕 3)까지 국상의 자리에 있었다. 《고려사》에는 후백제의 장군 상달(尙達)과 상애(尙哀) 등이 기록되어 있다.
상(尙)씨는 2000년 대한민국 통계청 인구조사에서 2,298명으로 조사되어, 한국 성씨 인구 순위 152위이다. 본관은 목천(木川) 단본이다.
목천 상씨(木川尙氏)의 시조 상국진(尙國鎭)은 목천호장(木川戶長)을 지냈다. 『동국여지승람(東國輿地勝覽)』, 『목천상씨갑자대동보(木川尙氏甲子大同譜)』 등에 의하면 그의 선조는 백제 호족으로 왕건(王建)이 고려를 개국할 때 목천(木川) 상왕산(尙王山)에 웅거하면서 여러 차례 백제 재건운동을 벌이자 왕건이 상(象: 코끼리)이라는 축성으로 고치게 하였다. 상국진의 아들 상득유(尙得儒)가 고려 문종 때 문하시중(門下侍中) 최충(崔冲)이 설치한 구재(九齋)의 하나인 대빙재(待聘齋)에 뽑혀 수학하면서 향역(鄕役)을 면제받고 본래의 성인 상씨(尙氏)로 회복하였다. 시조의 묘는 목천 상왕산 아래 간좌에 있으며 향사일은 음력 10월 3일이다.
상국진의 손자 상원(尙愿)이 급사(給事)를 지내며 임지(任地)를 따라 임천(林川)으로 옮겨 10대를 세거하였다. 
이조판서를 지낸 9세손 상영부(尙英孚)의 증손자 상진(尙震)이 1519년(중종 14) 문과에 급제하여 조선 명종 때 우의정, 좌의정을 역임하고, 1558년 영의정에 올라 15년 동안 조선의 재상으로 국정을 총괄하였다.
상진의 아들 상붕남(尙鵬南)은 조선 중종 때 사관이 되어 우찬성 등 요직을 두루 역임하고, 『중종실록』 편찬에도 참여하였다. 상붕남(尙鵬南)은 유우(柳藕)의 문하(門下)에서 학문을 배워 경사(經史)에 밝고 예서(隷書)에 능했으며, 음보(蔭補)로 벼슬에 등용되어 판결사(判決事)에 이르렀다.
그의 후손 상득용(尙得容)은 조선 후기 무과에 급제하여 수문장(守門將)이 된 뒤 선전관·훈련원판관·화량진첨사(花梁鎭僉使) 등을 역임하였다. 『육도(六韜)』·『손자(孫子)』·『무자(武子)』 등 병서에 해박하였고, 경사(經史)에도 밝았으며 천문·주수(籌數)에 두루 능하였다. 말년에는 고향에 돌아가 제자 양성에 힘을우쏟아 수한 인재를 많이 배출하였다.